# Konstantin Vaginov
Konstantin Konstantinovič Vaginov (Константи́н Константи́нович Ва́гинов, 3. října 1899 Petrohrad – 26. dubna 1934 tamtéž) byl ruský spisovatel.
Narodil se jako Konstantin Wagenheim, jeho otec byl policejní důstojník německého původu, matka byla dcerou podnikatele z Jenisejska Alexeje Balandina. Po vypuknutí války s Německem si rodina poruštila jméno na Vaginov. Konstantin Vaginov maturoval na Gurevičově gymnáziu, v roce 1917 začal studovat práva na petrohradské univerzitě, ale v roce 1919 byl odveden do Rudé armády, kde sloužil do roku 1921. V letech 1923 až 1927 navštěvoval kursy Ruského institutu uměnovědy.
Jeho juvenilní tvorba byla ovlivněna Charlesem Baudelairem, později psal poezii v duchu akméismu, v roce 1921 vydal první sbírku Cesta do Chaosu a byl přijat do Cechu básníků. Vynikl však především jako autor absurdně laděné prózy, v níž ironicky konfrontoval svět klasické kultury s všední realitou. Významný vliv na něj mělo setkání s Michailem Bachtinem. Od roku 1927 byl členem avantgardní skupiny OBERIU a účinkoval v jejím happeningu Tři levé hodiny 24. ledna 1928. V češtině vyšly jeho knihy Román nanečisto (Odeon 1989, přeložila Anna Nováková) a Harpagoniáda (Brody 1998, přeložil Martin Hnilo).
Trpěl tuberkulózou, na kterou zemřel ve věku 34 let. Byl pochován na Smolenském pravoslavném hřbitově v Petrohradě, avšak jeho hrob se nezachoval.